# Гизин, Доминика
Доминика Гизин (нем. Dominique Gisin; род. 4 июня 1985, Энгельберг, кантон Обвальден, Швейцария) — швейцарская горнолыжница, олимпийская чемпионка 2014 года в скоростном спуске. На XXII зимних Олимпийских играх в Сочи разделила со словенкой Тиной Мазе первое место в соревнованиях по скоростному спуску на горных лыжах, что стало первым подобным прецедентом для данной спортивной дисциплины в рамках Олимпийских игр.

## Биография
Доминика Гизин родилась 4 июня 1985 года в швейцарском городе Энгельберге. В 2001 году начала спортивную карьеру, выступая исключительно в технических дисциплинах. Лишь в 2005 году в программе её выступлений появились скоростной спуск и супергигант. Однако, именно в этих дисциплинах, Гизин начала показывать первые высокие результаты. Так, первенство мира 2005 года среди юниоров, принесло ей четвёртое место именно в скоростном спуске. Вскоре, она полностью отказалась от выступления в технических видах и сосредоточилась на скоростных.
2 декабря 2005 года она дебютировала в Кубке мира в Лэйк Луиз, но пропустила ворота и сошла с дистанции. Всего у Доминик Гизин три победы на этапах Кубка мира, пришедшиеся на 2009—2010 годы.
На Олимпиадах и чемпионатах мира Гизин долгое время не показывала достойных результатов. В 2010 году, единственный её старт на XXI зимних Олимпийских играх в Ванкувере в скоростном спуске закончился травмоопасным сходом незадолго до финиша, а на чемпионатах мира 2007 года в Оре и 2009 года в Валь-д'Изере она так и не смогла попасть на пьедестал почёта.
13 февраля 2014 года на XXII зимних Олимпийских играх в Сочи в ходе соревнований в скоростном спуске, Доминика Гизин и Тина Мазе из Словении поделили первое место, показав одинаковое время — 1:41,57. В результате, и Гизин, и Мазе получили золотые медали. Бронза досталась швейцарке Ларе Гут, отставшей от чемпионок всего на 0,10 сек. Ситуация с вручением сразу двух золотых наград по результатам одного соревнования, стала первым подобным случаем в истории олимпийских соревнований по горнолыжному спорту. Золото Гизин стало достаточно неожиданным, так как этапах Кубка мира она не попадала в тройку призёров более 2 лет с декабря 2011 года. По итогам 2014 года Гизин была названа спортсменкой года в Швейцарии.
Доминика Гизин представляла швейцарский СК «Engelberg».
Завершила карьеру в марте 2015 года.

## Результаты на крупнейших соревнованиях

### Олимпийские игры
| Олимпийские игры | Скоростной спуск | Супергигант | Гигантский слалом | Слалом | Комбинация |
| ---------------- | ---------------- | ----------- | ----------------- | ------ | ---------- |
| 2010 Ванкувер    | DNF              | —           | —                 | —      | —          |
| 2014 Сочи        | 1                | DNF         | 10                | —      | 5          |

### Чемпионат мира
| Чемпионат мира           | Скоростной спуск | Супергигант | Гигантский слалом | Слалом | Комбинация |
| ------------------------ | ---------------- | ----------- | ----------------- | ------ | ---------- |
| 2007 Оре                 | 5                | —           | —                 | —      | DNF        |
| 2009 Валь-д'Изер         | DNF              | —           | —                 | —      | —          |
| 2011 Гармиш-Партенкирхен | 8                | DNF         | —                 | —      | 4          |
| 2013 Шладминг 2013       | DNF              | 10          | DNF1              | —      | 10         |
| 2015 Вейл/Бивер-Крик     | —                | —           | 19                | —      | —          |

### Подиумы на этапах Кубка мира (7)
| № | Сезон   | Дата        | Место                 | Дисциплина       | Место |
| - | ------- | ----------- | --------------------- | ---------------- | ----- |
| 1 | 2006/07 | 13 янв 2007 | Альтенмаркт-им-Понгау | Скоростной спуск | 2     |
| 2 | 2008/09 | 18 янв 2009 | Альтенмаркт-им-Понгау | Скоростной спуск | 1     |
| 3 | 2008/09 | 24 янв 2009 | Кортина-д’Ампеццо     | Скоростной спуск | 1     |
| 4 | 2009/10 | 7 мар 2010  | Кран-Монтана          | Супергигант      | 1     |
| 5 | 2010/11 | 4 дек 2010  | Лейк Луиз             | Скоростной спуск | 3     |
| 6 | 2010/11 | 9 янв 2011  | Альтенмаркт-им-Понгау | Супергигант      | 3     |
| 7 | 2011/12 | 2 дек 2011  | Лейк Луиз             | Скоростной спуск | 3     |

## Личная жизнь
- Её младшая сестра Мишель Гизин — олимпийская чемпионка 2018 года в комбинации.